# 沈黙の挽歌
『沈黙の挽歌』（ちんもくのばんか、原題: TRUE JUSTICE PART5）は、アメリカの映画作品、スティーヴン・セガール主演の"沈黙シリーズ（TRUE JUSTICE Series）"である。

## キャスト
| 役名                       | 俳優                                           | 日本語吹替 |
| -------------------------- | ---------------------------------------------- | ---------- |
| イライジャ・ケイン         | スティーヴン・セガール                         | 大塚明夫   |
| ジュリエット・ソーンダーズ | ミーガン・オリー                               | 有賀由樹子 |
| ブレット・ラドナー         | ウォーレン・クリスティー                       | 井上剛     |
| アンドレ・メイソン         | ウィリアム・"ビッグ・スリープス"・スチュワート | 丸山壮史   |
| サラ・モンゴメリ           | サラ・リンド                                   | ミルノ純   |
| グレーヴス                 | エイドリアン・ハフ                             | 里卓哉     |
| ゲイツ                     | カイル・キャシー                               | 村上裕哉   |
| イチロウ                   | ヒロ・カナガワ                                 | 板取政明   |
| ケンジロウ                 | ウォーレン・タケウチ                           | 河合みのる |
| アキオ                     | ソウタロウ・ヤスダ                             | 樋口智透   |
| リーロイ                   | フランク・カッシーニ                           | 加藤清司   |
| マイク                     | ヴィンセント・ゲイル                           | 金子修     |
| スパークス                 | エリザベス・タイ                               | 宮川悠     |
| カイ                       | ジョンソン・ファン                             | 藤本翔平   |
| 銀行員(1)                  |                                                | 三角優依   |
| 電話交換手                 |                                                | 小形学     |